# Овчаренко Олександр Михайлович
Олександр Михайлович Овчаренко (нар. 1900, село Олександрівка, тепер Сєвєродонецького району Луганської області — ?) — радянський партійний діяч, секретар Волинського обласного комітету КП(б)У, голова Тимчасового управління Володимир-Волинського повіту Волинського воєводства, 1-й секретар Ізмаїльського повітового комітету КП(б)У. Депутат Волинської обласної ради депутатів трудящих 1-го скликання.

## Біографія
Народився в бідній селянській родині, батько був безземельним та займався підробітками на шахтах. У 1914 році закінчив дворічну сільську школу.
З 1914 до 1917 року працював шахтарем на шахтах. До 1926 року — робітник котельної майстерні.
У 1923 році вступив до комсомолу. Член ВКП(б) з 1925 року.
З 1926 року навчався в Луганській радянській партійній школі.
Після закінчення радпартшколи — завідувач відділу культури і пропаганди Слов'яно-Сербського районного комітету КП(б)У на Луганщині.
У 1931—1935 роках — на партійній роботі в Луганському паровозобудівному заводі.
У 1935—1936 роках — інструктор Ворошиловградського міського комітету КП(б)У.
У 1936—1939 роках — 1-й секретар Климовського районного комітету КП(б)У міста Ворошиловграда.
З травня до листопада 1939 року — завідувач військового відділу Ворошиловградського обласного комітету КП(б)У.
З 21 вересня до листопада 1939 року — голова Тимчасового управління Володимир-Волинського повіту Волинського воєводства.
27 листопада 1939 — червень 1941 року — 3-й секретар Волинського обласного комітету КП(б)У.
У липні 1940 року — 1-й секретар Ізмаїльського повітового комітету КП(б)У. Після утворення Молдавської РСР та ліквідації Ізмаїльського повіту повернувся на партійну роботу до Волинської області.
З травня 1944 по лютий 1946 року — 3-й секретар Волинського обласного комітету КП(б)У.
На 1947—1949 роки — 1-й секретар Лисичанського районного комітету КП(б)У Ворошиловградської області.
Подальша доля невідома.

## Нагороди та відзнаки
- орден Трудового Червоного Прапора (23.01.1948)
- медалі